# Квартет Буша
Квартет Буша (нім. Busch-Quartett) — струнний квартет, очолюваний Адольфом Бушем, що існував з 1919 р. до смерті Буша 1952 року.
Свій перший квартет Буш організував 1913 року у Відні, де він грав першу скрипку в оркестрі Віденського концертного товариства; три інших учасники квартету — друга скрипка Фриц Ротшильд, альт Карл Доктор і віолончель Пауль Грюммер — також були солістами цього оркестру, тому квартет отримав назву Віденського концертного товариства (нім. Konzertvereinsquartett); з початком Першої світової війни колектив, однак, швидко розпався.
1919 року новий квартет Буша був створений уже в Берліні, де він викладав у цей час. Музиканти квартету пішли за Бушем спершу з Німеччини у Швейцарію (1927), а потім у США (1939).
Із записів квартету Буша найбільше визнання принесли йому всі струнні квартети Л. Бетховена, записані з 1932 по 1942 роки, а також квартети Ф. Шуберта та Й. Брамса.